# Bohemia (журнал)
«Bohemia» — кубинский литературно-художественный и общественно-политический иллюстрированный журнал, одно из главных периодических печатных изданий страны. Выходит в Гаване.

## История
Издание журнала началось 10 мая 1908 года. Первые номера были чёрно-белыми, но в дальнейшем журнал стал первым кубинским печатным изданием с цветными иллюстрациями.
26 июля 1958 года журнал опубликовал «Sierra Maestra Manifesto» — обращение Ф. Кастро к населению Кубы с призывом выступить против режима Ф. Батисты. После победы Кубинской революции в январе 1959 года был выпущен специальный номер, посвящённый этому событию (он был выпущен тиражом 1 млн. экземпляров — что стало наивысшим тиражом за всю историю издания).
В 1973 году тираж журнала составлял 200 тыс. экземпляров, с конца 1970х годов до 1989 года - 257 тыс. экземпляров.
В начале 1990-х годов тираж журнала сократился и он начал выходить не еженедельно, а один раз в 15 дней.
В конце 1990-х годов был создан официальный интернет-сайт журнала и началось размещение материалов издания в сети Интернет.

## Описание
Постоянными рубриками журнала являются: новости и события Кубы ("En Cuba"), международные события и новости, статьи о спорте, статьи о исторических событиях ("Historia"), статьи о культуре, юмористические миниатюры и зарисовки, кулинарные рецепты, кроссворд.